# Kalliojärvi (sjö i Lappland, lat 66,48, long 28,20)
Kalliojärvi är en sjö i Finland. Den ligger i kommunen Salla i landskapet Lappland, i den norra delen av landet, 700 km norr om huvudstaden Helsingfors. Kalliojärvi ligger 238,5 meter över havet. Den är 6 meter djup. Arean är 1,21 kvadratkilometer och strandlinjen är 7,97 kilometer lång. Sjön  ingår i Kemi älvs huvudavrinningsområde. 